# La Fermeté
La Fermeté é uma comuna francesa na região administrativa de Borgonha-Franco-Condado, no departamento Nièvre. Estende-se por uma área de 35,19 km². Em 2010 a comuna tinha 642 habitantes (densidade: 18,2 hab./km²).